# Wallach (kráter)
Wallach je malý impaktní kráter ve tvaru misky o průměru 6 km nacházející se v Mare Tranquillitatis (Moře klidu) na přivrácené straně Měsíce. V jeho blízkosti (západně od něj) se nachází nevelké mořské hřebeny.
Jihozápadně od něj leží kráter Maskelyne, severovýchodně pak lávou zatopený zbytek kráteru Aryabhata.

## Název
Je pojmenován podle německého chemika Otto Wallacha. Než jej v roce 1979 Mezinárodní astronomická unie přejmenovala na současný název, nesl označení Maskelyne H.